# NGC 7636
NGC 7636 este o galaxie situată în constelația Sculptorul. A fost descoperită în 28 septembrie 1834 de către John Herschel.